# Eduard Ivanovič Totleben
Eduard Ivanovič Totleben (rusky Эдуа́рд Ива́нович Тотле́бен), také znám jako Franz Eduard Graf von Totleben (20. května 1818 Mitau – 1. července 1884 Bad Soden am Taunus) byl ruský vojenský inženýr (ženijní odborník) a generál německé národnosti. Obec Totleben v bulharské oblasti Pleven a bulvár v centru hlavního města Bulharska Sofie nese jeho jméno. V Sevastopolu je na historickém bulváru jeho monumentální bronzový památník.

## Život
Narodil se v Mitau, dnes Jelgava (Lotyšsko), v rodině pobaltského Němce. Studoval na kadetní škole v Rize, v letech 1832 až 1836 studoval na vojenské inženýrsko–technické škole v Petrohradě. Po ukončení studia vstoupil do ruské armády. V letech 1848–1850 se zúčastnil bojů na Kavkaze proti imámovi Šamilovi. V roce 1853 se zúčastnil obléhání Silistry.

### Krymská válka
Potom byl převelen do Sevastopolu, který do té doby nebyl na jižní straně dostatečně opevněn. Na jeho radu byla v ústí přístavu potopena flotila lodí a děla z lodí byla přemístěna na pevninu, kde byla narychlo pod vedením Totlebena zbudována opevnění. Nedostatek opevnění na straně pevniny byl napraven dříve, než to protiruská aliance mohla využít. V zimních měsících 1854/55 byly stavěny valy a příkopy. 20. června 1855 byl Totleben zraněn do nohy. V průběhu obléhání Sevastopolu byl jmenován generálem a v roce 1860 ředitelem technického oddělení na ministerstvu války.

### Rusko-turecká válka (1877–1878)
Od září 1877 byl zapojen do rusko–turecké války, ve které mu byl svěřen dohled nad ženijními prácemi při obléhání Plevna. Po dobytí Plevna byl povýšen do hraběcího stavu. V roce 1879 se stal generálním guvernérem Oděsy a o rok později Vilniusu.